# 長崎電気軌道87形電車
長崎電気軌道87形電車（ながさきでんききどう87かたでんしゃ）は、かつて長崎電気軌道に在籍した路面電車車両（花電車用無蓋電動貨車）である。

## 概要
花電車用の無蓋電動貨車として1978年（昭和53年）に87、1987年（昭和62年）に88が誕生した。
87、88共に形式は共通であるものの、各車の生い立ちは大きく異なるため、ここでは各車両ごとの概要を個別に記す。
なお、長崎電気軌道には一般営業用車として1938年（昭和13年）から1944年（昭和19年）まで80形が存在していたが、本形式との関連性はない。

### 87
87は、西日本鉄道（西鉄）福岡市内線の花電車用電動貨車であった20形21号を、1978年（昭和53年）に長崎電気軌道が譲受したものである。形式および車両番号の87は、花電車（ハナ→87）にちなんで命名された。
前身となる福岡市内線20形21は、1911年（明治44年）9月に南海鉄道軌道線の旅客用車両として製造、直後に福博電気軌道（後の西鉄福岡市内線）へ譲渡された木造2軸単車を、1954年（昭和29年）に電動貨車として改造した3両の内の1両で、市内線時代は「博多どんたく」の花電車として用いられていたが、1975年（昭和50年）の市内線大幅縮小により役目を失っていた。
長崎へは1978年3月に譲渡され、同社にて主電動機を110形由来のものに交換し、翌月に開催された「ながさきまつり」の装飾電車として長崎での運行を開始した。入線当初は集電装置が西鉄福岡市内線時代の菱形パンタグラフのままであったが、1980年（昭和55年）にZパンタグラフに換装されている。

### 88
88は、西鉄宮地岳線多々良車庫で土中に埋まっていたブリル21E台車を、1987年（昭和62年）に長崎電気軌道が購入し同社にて車体を新製し花電車用の電動貨車としたものである。同じ花電車用ということで87の続番として88と命名された。
この台車は1911年（明治44年）の博多電気軌道開業に伴い製造された木造2軸単車のもので、福岡市内線67として廃車後、福岡市内線東工場（後の多々良工場）の庫内牽引車で用いられていたものである。

## 運用
87は譲受直後の1978年（昭和53年）4月に開催された「ながさきまつり」で装飾電車として運行を開始した。以後スポンサー電車として運行されていたが、長崎電気軌道の開業70周年となる1985年（昭和60年）の「長崎くんち」期間および11月の開業記念日に、本格的な電飾を施しての運行が実施された。また、乗用車や太陽熱温水器の宣伝として、実際の商品を載せての走行もあった。
1988年（昭和63年）には、この年から福岡県北九州市で始まった「わっしょい百万夏まつり」の期間中、鹿児島市電の花電車とともに西鉄に貸し出され、北九州線を花電車として走行している。
その後、旧暦の1月1日から約1か月間行われる「長崎ランタンフェスティバル」や4月に開催される「長崎花まつり」で毎年恒例として運行されるようになった。「長崎ランタンフェスティバル」では中華風の真っ赤なランタンや張子のオブジェを乗せた「長崎ランタンフェスティバル号」が夕暮れ時から午後9時ごろまで市内を走行、長崎の夜の街に彩りを添えた。「長崎花まつり」では地元仏教団体がスポンサーとなり「花まつり号」と称して装飾を施され運行された。
2005年（平成17年）秋に開業90周年を記念して行われたイベントでは、電飾を施された87形を先頭に、最新鋭の3000形や1911年製の木造車168号など、全8両による電車パレードが行われた。
「長崎ランタンフェスティバル」「長崎花まつり」ともに花電車の運行が中止されたのちは使用実績がなくなり、2両共に2010年（平成22年）8月末で廃車、解体された。

## その他
2015年（平成27年）2月に202形204を改造した花電車用の電動貨車が誕生し、本形式と同じく87形と命名されている。

### 書籍
- 『長崎の路面電車』長崎出版文化協会、1987年。
- 『長崎「電車」が走る街今昔』JTBパブリッシング、2005年。ISBN 4533059872。

### 雑誌記事
- 谷口良忠「西鉄福岡市内線の沿革と車両史」『鉄道ピクトリアル1979年3月号』第29巻第3号、鉄道図書刊行会、1979年、18-24頁。
- 崎戸秀樹「長崎電気軌道」『鉄道ピクトリアル1989年3月増刊号』第39巻第3号、鉄道図書刊行会、1989年、107-114頁。
- 田栗優一「長崎電気軌道に勤務した頃を振り返る」『鉄道ピクトリアル2000年7月臨時増刊号』第50巻第7号、鉄道図書刊行会、2000年、104-108頁。
- 梨森武志「長崎電気軌道」『鉄道ピクトリアル2011年8月臨時増刊号』第61巻第8号、鉄道図書刊行会、2011年、257-263頁。